# Алі Шанзура
Алі I Шанзура ульд Адді бен Даман (араб. أعل شنظورة بن هدي بن دامان; нар. 1663 — 1727) — 4-й емір Трарзи в 1703—1727 роках. Лакаб «Шанзура» перекладається як «Чудовий».

## Життєпис
Походив з арабської династії ульд-ахмед ібн даман (Ахмедиди). Син еміра Адді ульд Ахмеда. Народився 1663 року. 1703 року після загибелі брата Амара I посів трон.
З самого початку стикнувся з повстанням берберів. Невдовзі також виступили шейхи арабських кланів з племені трарза (мгафра). Напади на територію Трарзи стали вчиняти загони шейха Мухаммада аль-Хейби з емірату Бракна. Тому Алі I звернувся до марокканського султана Мулай Ісмаїла, підтвердивши залежність Трарзи від Марокко. Натомість отримав військо, з яким завдав поразки берберам, а потім переміг арабські клани ульд-різга, ульд-сассі та ульд-зеннум. Зрештою приборкав потужний клан ульд-даман.
Після зміцнення держави виступив проти шейха Мухаммада аль-Хейбі, якому 1719 року задав нищівної поразки, змусивши визнати свою владу й почати сплачувати данину.
Спочатку встановив торгівельні стосунки з голландськими купцями, що володіли островом Аргуїн. З 1714 року налагодив торгівлю з британськими купцями. Разом з тим 1723 року відправив сина Шеркі з посольством до французького губернатора Сенегалу Андре Брю. Домовлено розширити французьку торгівлю в Трарзі поза Портом Адді. 1724 року через захоплення Аргуїна французами і близькість французької колонії Сен-Луї припинив торгівлю з голландцями й британцями та повністю переорієнтувався на торгівлю з французькою Сенегальською компанією. 
У 1727 року почалася нова війна з еміратом Бракна, в якій Алі I загинув у битві. Йому спадкував син Амар II.